# 김상균 (배우)
김상균(1983년 11월 1일 ~ )은 대한민국의 배우이다.

## 학력
- 동서대학교 연극과 학사

## 출연작

### 영화
- 《테이블 매너》 (2022년) - 직장 상사 역
- 《아내를 죽였다》 (2019년) - 게임방 남자 2 역
- 《배심원들》 (2019년) - 소방대원 역
- 《소시민》 (2017년) - 덕진 역
- 《특종: 량첸살인기》 (2015년) - 감식반 1 역
- 《해무》 (2014년) - 조선족 8 역
- 《한공주》 (2014년) - 민호무리 역
- 《용의자》 (2013년) - 스테이션 요원들 역
- 《친구 2》 (2013년) - 부산 고딩덩치 역
- 《미스터 고》 (2013년) - NC 벤치멤버 역
- 《파파로티》 (2013년) - 민기 역

### 드라마
- 《가면의 여왕》 (2023년, 채널A) - 명은수 역

### 뮤지컬
- 《순정만화 A LOVE SONG》 (2008년)

### 연극
- 《가족의 탄생》 (2016년)